# Skolelinux
Skolelinux（在挪威语，是"学校"的意思）是一个以学校为主要指向的教育性Linux操作系统，建基于Debian发行版和KDE桌面環境，因此也称Debian-Edu。Skolelinux由挪威软件设计师Knut Yrvin开发，旨在打造适合于学校的轻便发行版。

## 计划目标
- 基于一般教育机构的需要与资源，创立一个适合于学校使用的Linux发行版
- 简化电脑设备的维护
- 提供一个主從式架構解决方案，以减少维护成本，如此也可以用较旧的硬件组装
- 使用开放软件和廉价的老旧硬件以节省成本
- 将软件文档翻译成所有在挪威受到官方支援的语言，包括书面挪威语、新挪威语、和萨米语等三个语言，以达成信息技术基础设施的本地化
- 确认并促进适合学校使用的软件及软件包
- 使教师能够为学生提供高质量的信息技术培训